# Réserves de pétrole au Guyana

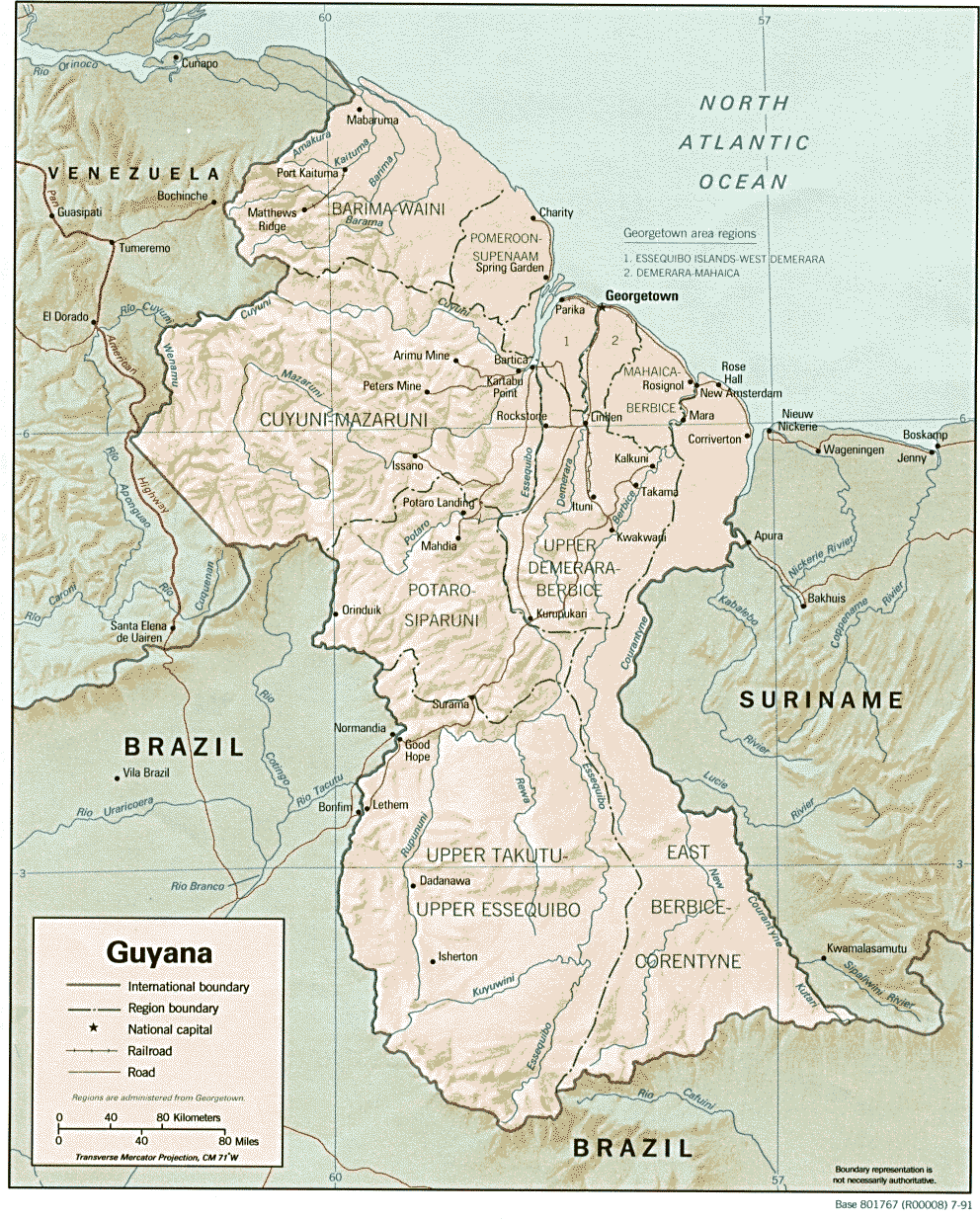
Carte du Guyana

Pays pauvre et non producteur d'hydrocarbure, le Guyana est en passe de devenir un important pays pétrolier à la suite d'une série de découvertes de gisements dans les eaux territoriales du pays depuis 2015. Près de 7 milliards de barils de réserve ont été trouvés au fond des eaux guyaniennes, ce qui place le pays devant les États-Unis, la Russie ou le Mexique sur cette période, et lui donne un potentiel de production quotidien équivalent à celui de la Norvège.

## Historique de l'exploration
En 2015, la compagnie pétrolière américaine ExxonMobil, annonce avoir découvert des gisements de pétrole 200 kilomètres des côtes du Guyana, et 13 puits possibles avec du pétrole de bonne qualité. 
En avril 2019, la compagnie américaine annonce une nouvelle découverte au champ pétrolier Stabroek, d'une superficie de 26.800 kilomètres carrés.
Depuis 2015, près de 7 milliards de barils de réserve ont été trouvés au fond des eaux guyaniennes, ce qui place le pays devant les États-Unis, la Russie ou le Mexique sur cette période,. Le premier puits nommé « Liza », est l'un des plus prometteurs parmi les découvertes de ces dernières années. 

## Exploitation des ressources
En 2025, ExxonMobil et ses partenaires Hess et la chinoise CNOOC comptent produire au minimum 750 000 barils de pétrole par jour à l'aide de  à partir de cinq FPSO. D’autres compagnies, notamment la canadienne CGX, participent à l'exploration du potentiel pétrolier du Guyana.
L’Agence Internationale de l'Énergie prévoit une production de 1 million de barils par jour pour le Guyana à l'horizon de 2040, soit un peu moins de 1 % de l'offre mondiale. Le gouvernement a négocié des redevances de 2 % avec ExxonMobil, mais envisage de réclamer au moins 5 % pour les futurs contrats. De plus, l'État touchera près de la moitié des revenus du pétrole lorsque les coûts d’exploration de la compagnie seront amortis.
La totalité du pétrole pompé sera exportée, et non utilisée pour le marché domestique.

## Impacts économiques
Le pétrole pourrait avoir un impact élevé sur l'économie de ce pays pauvre de 800.000 habitants alors qu'en 2024, le pays devrait produire près d'un baril par jour et par habitant. En décembre 2019, une hausse de 86 % du produit intérieur brut était anticipée d'ici à l'année suivante.
Plusieurs économistes alertent néanmoins sur les risques que le Guyana devienne le « nouveau Venezuela », victime de la malédiction des ressources naturelles. Le voisin frontalier du Guyana qui dispose des plus grandes réserves pétrolières du monde a tout gaspillé, tandis que l'exploitation pétrolière a provoqué une corruption généralisée et une dérive autoritaire des dirigeants. Le Guyana, classé 93ème sur 180 pays sur l’échelle de corruption de Transparency international, doit être vigilant pour ne pas connaitre la même trajectoire,.
Le chef de l'État a promis que la manne serait gérée avec prudence pour assurer « une meilleure qualité de vie » pour tous les Guyaniens tout en maintenant une dette publique soutenable et une inflation maîtrisée. Le gouvernement a notamment mis en place un fonds souverain pour gérer les bénéfices de l'or noir, à l'instar de celui de la Norvège ou d'Abu Dhabi.
Les besoins de ce petit pays pauvre sont énormes et concernent notamment le manque de routes et d’infrastructures portuaires, l’éducation et la modernisation d'une agriculture qui emploie beaucoup de gens, mais les nourrit à peine.